# Sociálně-právní ochrana dětí
Sociálně-právní ochrana dětí představuje zajištění práva dítěte na život, jeho příznivý vývoj, na rodičovskou péči a život v rodině, na identitu dítěte, svobodu myšlení, svědomí a náboženství, na vzdělání, zaměstnání, zahrnuje také ochranu dítěte před jakýmkoliv tělesným či duševním násilím, zanedbáváním, zneužíváním nebo vykořisťováním.

## České země

### Historie
Sociálně-právní ochrana dětí byla prvně institucionalizována v roce 1863, kdy byl vydán říšský zákon domovský č. 105 říšského zákoníku. Tato právní norma obsahovala vymezení péče o výživu a výchovu chudých dětí i péči o zanedbávané děti v zařízeních určených pro jejich nápravu. Výkon takto stanovené sociálně-právní ochrany zajišťovaly na své náklady obce. Po 1. světové válce se sociálně-právní ochrana dětí stala předmětem státního zájmu a některé povinnosti přešly na okresní a zemská ústředí péče o mládež. Rozvoj péče o děti byl přerušen rokem 1938, ale okresní péče o mládež a zemská ústředí působila, byť i s omezenými možnostmi a aparátem, po celou dobu protektorátu. Další vývoj ochrany dětí byl poznamenán změnou společenských podmínek. V 50. letech 20. století spočívala sociálně-právní ochrana dětí pouze ve výkonu tzv. hromadného poručenství a opatrovnictví. V případech, kdy bylo třeba dítě umístit do péče nahrazující péči rodičů, bylo přijato pravidlo umísťovat děti zásadně do kolektivní péče. Organizačně byla tato činnost svěřena Ministerstvu spravedlnosti. Zákonem č. 2/1969 Sb., došlo ke zřízení Ministerstva práce a sociálních věcí Československa a do působnosti MPSV ČR je dodnes sociálně-právní ochrana dětí začleněna. Velké změny přinesl zákon č. 359/1999 Sb., na základě kterého je v současnosti systém sociálně-právní ochrany dětí zajišťován. Po přijetí zákona č. 359/1999 Sb., o sociálně-právní ochraně dětí, vznik i Úřad pro mezinárodněprávní ochranu dětí.

### Legislativa
Ochrana dítěte a zajišťování jeho práv se promítá do právních předpisů v oblasti rodinněprávní, sociální, školské, zdravotní, daňové, občanskoprávní, trestní apod., a z toho také vyplývá okruh subjektů, které ji realizují.
Zákon č. 359/1999 Sb., o sociálně-právní ochraně dětí definuje SPOD jako:
- ochranu práva dítěte na příznivý vývoj a řádnou výchovu,
- ochranu oprávněných zájmů dítěte, včetně ochrany jeho jmění,
- působení směřující k obnovení narušených funkcí rodiny,
- zabezpečení náhradního rodinného prostředí pro dítě, které nemůže být trvale nebo dočasně vychováváno ve vlastní rodině.

Listina základních práv a svobod, která je součástí ústavního pořádku České republiky, věnuje pozornost dětem a rodině v článku 32 tak, že dává rodičovství a rodinu pod ochranu zákona a dětem a mladistvým zaručuje zvláštní ochranu. Zákony proto také respektují jeden ze základní principů fungování rodiny, a to právo a povinnost rodičů společně vychovávat a pečovat o děti, a pokud je toho třeba, požadovat pomoc. Jakékoliv zasahování do soukromí a rodinného života je možné teprve tehdy, jestliže rodiče nebo osoby odpovědné za výchovu dětí o to požádají, nebo se o děti nemohou nebo nechtějí starat.

### Systém sociálně-právní ochrany dětí v ČR
Sociálně-právní ochrana se vztahuje v ČR především na děti v následujících životních situacích:
- rodiče dětí zemřeli; neplní povinnosti plynoucí z rodičovské zodpovědnosti; nebo nevykonávají nebo zneužívají svá rodičovská práva;
- děti byly svěřeny do výchovy jiné fyzické osoby než rodičům, a tato osoba neplní povinnosti plynoucí ze svěření dítěte do její výchovy;
- děti výrazně zanedbávají školní docházku, nepracují, i když nemají dostatečný zdroj obživy, požívají alkohol nebo návykové látky, živí se prostitucí, spáchaly trestný čin nebo opakovaně nebo soustavně páchají přestupky nebo jinak narušují občanské soužití;
- děti opakovaně se dopouštějící se útěků od rodičů nebo od jiných osob odpovědných za výchovu dítěte;
- děti, na kterých byl spáchán trestný čin ohrožující život, zdraví, svobodu, jejich lidskou důstojnost, mravní vývoj nebo jmění, nebo je podezření ze spáchání takového činu;
- děti, které jsou na základě žádostí rodičů nebo jiných osob odpovědných za výchovu dítěte opakovaně umísťovány do zařízení zajišťujících nepřetržitou péči o děti
- děti, které jsou ohrožovány násilím mezi rodiči nebo jinými osobami odpovědnými za výchovu dítěte;
- děti, které jsou žadateli o azyl odloučenými od svých rodičů

Za výkon sociálně-právní ochrany dětí v České republice zodpovídají tyto úřady:
1. obecní úřady;
2. obecní úřady obcí s rozšířenou působností (městské úřady, ve statutárních městech magistráty a úřady městských částí a obvodů, v Praze úřady pověřených městských částí)
3. krajské úřady (v Praze Magistrát hl. města Prahy)
4. Ministerstvo práce a sociálních věcí
5. Úřad pro mezinárodněprávní ochranu dětí

Zákon upravuje výkon sociálně-právní ochrany dětí nejenom orgány sociálně-právní ochrany dětí (tzv. OSPOD), ale i jinými subjekty - jako například komise pro sociálně-právní ochranu dětí či krizová centra.

### Nárok na ochranu
Sociálně-právní ochrana náleží bez ohledu na státní občanství všem dětem, které se nacházejí na území České republiky. Rozdíl spočívá pouze v rozsahu, v jakém se sociálně právní ochrana poskytuje.
Podle § 2 odst. 2 zákona o SPO náleží sociálně-právní ochrana dítěti, které
- má na území ČR trvalý pobyt,
- podle zákona č. 326/1999 Sb., o pobytu cizinců na území ČR a o změně některých zákonů, ve znění pozdějších předpisů, má povolen trvalý pobyt nebo je hlášeno k pobytu na území České republiky po dobu nejméně 90 dnů,
- podalo návrh na zahájení řízení o udělení mezinárodní ochrany na území ČR (tzn. o udělení azylu nebo doplňkové ochrany podle zákona č. 325/1999 Sb., o azylu, ve znění pozdějších předpisů, dále jen „zákon o azylu“),
- je oprávněno na území ČR trvale pobývat, nebo
- pobývá na území ČR s rodičem, který podal žádost o udělení oprávnění pobytu za účelem poskytnutí dočasné ochrany na území České republiky nebo které již pobývá na základě uděleného oprávněník pobytu za účelem dočasné ochrany na území České republiky podle zákona č. 221/2003 Sb., o dočasné ochraně cizinců, ve znění pozdějších předpisů.[4]

## V zahraničí
Potřeba chránit práva dítěte vyplývá z Deklarace práv dítěte, přijaté VS OSN 20. 11. 1959 a Úmluvy o právech dítěte, přijaté v roce 1989, které definují rodinu jako základní jednotku společnosti a přirozené prostředí pro růst a blaho všech svých členů a zejména dětí, která musí mít nárok na potřebnou ochranu a takovou pomoc, aby mohla plnit svou úlohu.  Česká republika ratifikovala tuto úmluvu v lednu roku 1991. Této úpravě práv dítěte předcházela zejména Ženevská deklarace práv dítěte z roku 1924 a Deklarace práv dítěte přijatá Organizací spojených národů v roce 1959.Také dokumenty přijaté Haagskou konferencí o mezinárodním právu soukromém obsahují rodinněprávní úpravy.
V severských zemích mají úřady velké pravomoci a často stačí jedno udání k zahájení vyšetřování případu. Podobně ve Velké Británii, kde v posledních letech počet odebraných dětí prudce narůstá.

### Norsko
V Norsku zajišťuje sociálně-právní ochranu nezletilých dětí a mládeže Barnevernet.